# ري جونغ-سان
ري جونغ-سان هو موظف مدني وسياسي كوري شمالي، ولد في 1922 في جمهورية الصين، وتوفي في 23 يوليو 2011 في بيونغيانغ في كوريا الشمالية بسبب مرض.